# 東風航空517號班機事故
1996年6月9日，東風航空517號班機於準備降落在里奇蒙機場時，飛機突然發生故障，所幸只有一名空中服務員受輕傷。航機亦成功降落。

## 經過
當日一架東風航空的波音737-2H5客機，由新澤西州特倫頓前往維吉尼亞州里奇蒙。當時飛機正以人手操控，速度250節。飛機於4,000英呎高空時，機長Brian Bishop感到方向舵像是有輕微的向右方碰撞。突然飛機毫無預警地向右傾側，而方向舵像是被卡死了般完全失控。於是機長調節引擎不均勻輸出功率以求讓飛機恢復水平飛行。過了不久，飛機突然自行回復水平飛行。機長及副機長立即檢查出了甚麼問題，但不久飛機再一次向右傾側，並且偏離了航道及失速墜下。不過，飛機不久後又再一次自行回復了水平。由於擔心會再發生第三次失控，機長立即宣告進入緊急狀態，並要求副駕駛對塔台說出他們遇到了甚麼問題，里奇蒙國際機場亦作出緊急戒備。最後，飛機安全著陸。除了一名空服員受了輕傷，其他乘客及機員都因為飛機即將著陸時繫好安全帶而沒有受傷，飛機亦沒有損毀。

## 調查
雖然這次事故沒有人命傷亡，可是該737客機的失控情況與之前發生的兩起空難事故，即於1991年發生的聯合航空585號班機，及1994年發生的全美航空427號班機原因非常相似：三宗事故都是於進場前發生；三者都是方向舵突然失控令飛機傾側。最重要的是：三宗事故的機型都是波音737，可是最後只有東風航空的飛機逃過一劫，之前兩宗事故，卻造成共157人死亡，無人生還。因此，這次事故受到調查人員高度重視，事故發生後第二天，調查人員立即抵達里奇蒙展開調查。
由於飛機沒有受損，加上機長的證供，對於調查585號班機及427號班機兩宗空難的工作有了突破進展。調查人員根據東風航空事故的資料，對方向舵內的液壓器做了一連串實驗。結果證實，這一裝置在經過極端的溫差，即3萬呎高空的-50度至地面的30度（假設）時，就會被卡住。全美航空427号班机和联合航空585号班机事发时都减速到了190节，此时方向舵突然满舵转向导致了飞机坠毁；而这次航班进场时速度有250节，因此没有坠毁。

## 事後
調查結果公佈後，波音亦修改了所有737的尾舵設計，並全球性地為服役中的737客機更改有關零件。
涉事航机在事故发生大约一个月后，在执飞507号班机前往特伦顿机场时，在纽约上空目击了环球航空800号班机的坠毁。

## 相似事故
- 同樣因737方向舵卡死導致的空難：
  - 聯合航空585號班機，于1991年3月3日在科羅拉多泉機場附近坠毁。机型为波音737-291。
  - 全美航空427號班機，于1994年9月8日在宾夕法尼亚州的匹兹堡附近坠毁。机型为波音737-3B7。

- 涉及方向舵卡死的事故：
  - 西北航空85號班機，於2002年10月9日在白令海峽附近發生方向舵卡死的機械故障，之後飛機成功迫降泰德·史蒂文斯安克雷奇國際機場。機型為波音747-451。

- 类似坠落姿势导致的空难与事故：
  - 太平洋西南航空1771号班机空难，于1987年12月7日从洛杉矶国际机场飞往旧金山国际机场途中，一名劫机者开枪打死数名机组成员后，操纵飞机头朝下垂直坠向地面。机型为英国宇航146。
  - 中国南方航空3943号班机空难，與1992年11月24日在廣西省桂林市附近墜毀。事故原因為飛機兩個引擎因截流閘故障導致推力不同從而使飛機倒轉，之後因機組失誤而俯衝墜毀。机型为波音737-3Y0
  - 瓦盧杰航空592號班機空難，于1996年5月11日在佛羅里達州的大沼澤地國家公園坠毁。事故原因為飛行中貨艙發生大火，濃霧把全機上的人都薰昏。失控之後以垂直姿態墜毀。機型為麥道DC-9-32。
  - 勝安航空185號班機空難，于1997年12月19日从印度尼西亚首都雅加达的蘇加諾-哈達國際機場前往新加坡樟宜机场的途中突然急速下坠，导致飞机在空中解体并坠毁，机上104人全部遇难。机型为波音737-36N。之后调查发现飞机的黑匣子没有能够记录坠毁前最后几分钟的机舱通话和飞行参数，怀疑被人为切断信号，最终调查结论指向机长蓄意坠机。
  - 阿拉斯加航空261號班機空難，於2000年1月31日在加利福尼亞州西海岸附近巡航過程中發現水平尾翼卡塞，打算迫降在洛杉磯國際機場前因水平安定系統毀壞，上下顛倒後以垂直狀態墜落在安那卡帕島附近的太平洋。機型為MD-83。
  - 北俄羅斯航空821號班機空難，於2008年9月14日在俄羅斯彼爾姆大薩維諾機場附近因機組醉酒駕駛導致的空間迷向而墜毀。機型為波音737-505。
  - 狮子航空610号班机，于2018年10月29日从蘇加諾-哈達國際機場起飞13分钟后坠毁于爪哇海。原因为波音737 MAX的新功能MCAS的设计缺陷以及维修不当而导致。
  - 埃塞俄比亚航空302号班机，一架波音737 MAX客机于2019年3月10日从亚的斯亚贝巴博莱国际机场起飞6分钟后坠毁于距机场62公里外的小镇德布雷塞特。起飞后飞行员曾经和控制塔联系，并称飞机难以操控爬升困难并请求返航。事故原因同上。此次空难直接导致了波音737 MAX停飞。
  - 三佛齐航空182号班机，于2021年1月9日从蘇加諾-哈達國際機場起飞后4分钟在机场以北19千米的千岛群岛拉基岛附近坠入爪哇海中。此客机为型号波音737-524。这起事故仍在调查中。
  - 中国东方航空5735号班机空难，于2022年3月21日在广西省梧州市附近坠毁。機型為波音737-89P。这起事故仍在调查中。

## 相關紀錄片
這次事故連同聯合航空585號班機及全美航空427號班機一起被輯錄成空中浩劫第四季第五輯「Hidden Danger」（危機潛伏）。